# Колунга
Колунга (ісп. Colunga) — муніципалітет в Іспанії, у складі автономної спільноти Астурія. Населення — 3878 осіб (2009).
Муніципалітет розташований на відстані близько 360 км на північ від Мадрида, 48 км на схід від Ов'єдо.
Муніципалітет складається з таких паррокій: Карранді, Колунга, Гоб'єндес, Ла-Ісла, Ла-Льєра, Ла-Р'єра, Ластрес, Лібардон, Луе, Пернус, Пів'єрда, Салес, Сан-Хуан-де-Дус.

## Демографія
Динаміка населення (INE ):

## Галерея зображень

Розташування муніципалітету
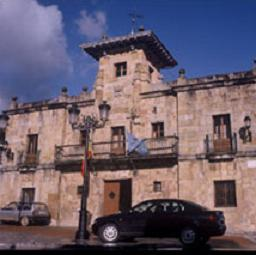
Муніципальна рада